# Camp de Salonique
Le Camp de Salonique fait référence à l'installation des troupes de l'armée d'Orient à Thessalonique au cours de la Première Guerre mondiale.

## L'installation à Thessalonique

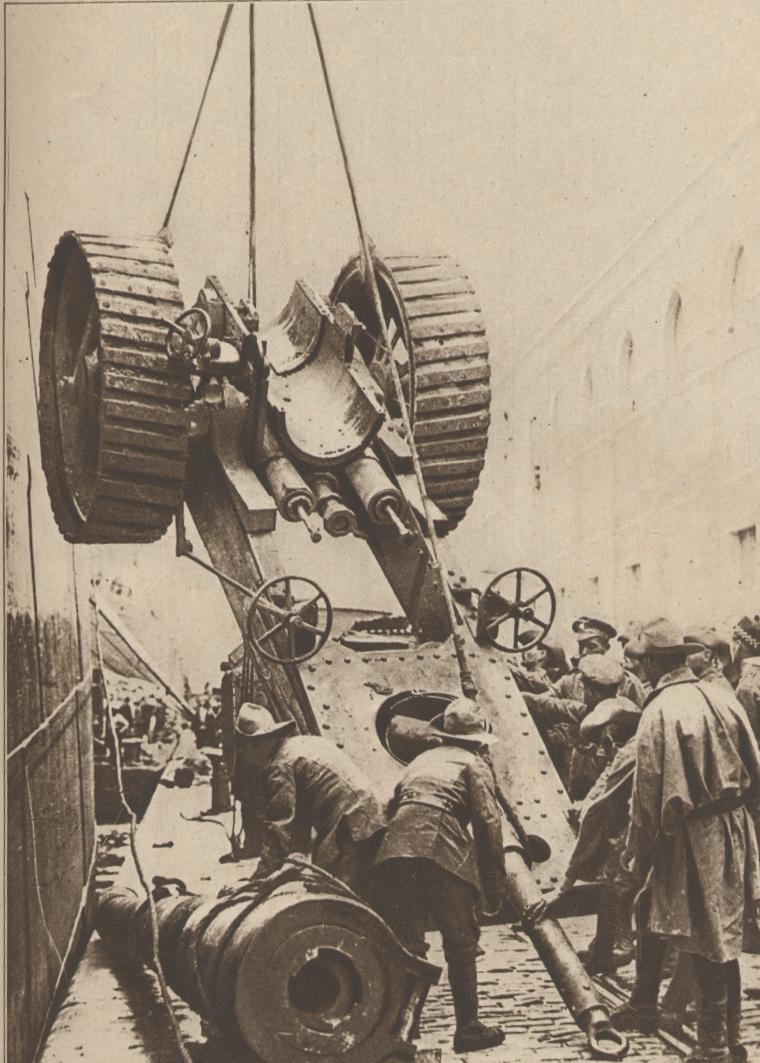
Une pièce d'artillerie déchargée d'un navire allié

À la suite de leur défaite aux Dardanelles, les forces alliées évacuent la zone des Détroits de septembre à décembre 1915. Une partie des troupes, deux divisions : une française commandée le général Bailloud et une britannique (la 10e Irish Division commandée par Sir Bryan Mahon), sont envoyées au secours de la Serbie. Elles s'embarquent pour Thessalonique, qui constitue une base logique et idéale pour réaliser leur objectif et crée ainsi l'Armée française d'Orient. De plus, l'alliance entre la Serbie et la Grèce amène cette dernière à mobiliser ses troupes le 24 septembre 1915. Cependant, ses 200 000 hommes ne semblent pas suffisants pour aider leur allié contre la Bulgarie. Le premier ministre grec Vénizélos passe alors un accord avec l'Entente et obtient l'envoi de 150 000 soldats. Le 5 octobre 1915, il autorise les Alliés à débarquer dans la ville. Ils arrivent dès le lendemain et dix jours plus tard, le général Sarrail vient en prendre le commandement. Le général Mahon est quant à lui remplacé par le général Milne.
Le port de Thessalonique connaît alors une affluence sans précédent, accueillant les navires de l'Entente ou les missions de la Croix-Rouge, et voit passer des milliers de blessés en provenance de Serbie. Tout ceci donne déjà à la ville un air d'arrière-front,, l'armée alliée se concentre sur le camp de Zeitenlik (nord est de Salonique).
Fin octobre et début novembre, les troupes franco-britanniques tentent depuis Thessalonique de porter secours à la Serbie attaquée par la Bulgarie, mais en vain. Le général Sarrail se replie sur la ville où les renforts ne cessent de lui parvenir (dont la 22e British Division). L'objectif est alors de s'y maintenir en vue de futures opérations : elle commence à s'y retrancher le 12 décembre 1915. En effet, le roi Constantin ne veut pas des troupes de l'Entente sur son territoire et a annoncé son intention de les attaquer. Les forces franco-britanniques sont pratiquement assiégées dans la ville par les 12 000 hommes de l'armée grecque qui s'y trouvent aussi (plus 38 000 à l'ouest de la ville). L'armée serbe écrasée par les forces autrichiennes et bulgares se replie à travers l'Albanie et est évacuée à Corfou. De là, 150 000 hommes, 40 000 mulets et chevaux et des canons sont transportés à Thessalonique en avril 1916. Il faut cependant que les forces franco-britanniques chassent les troupes grecques qui contrôlent le port où les sous-marins allemands sont autorisés à se ravitailler.

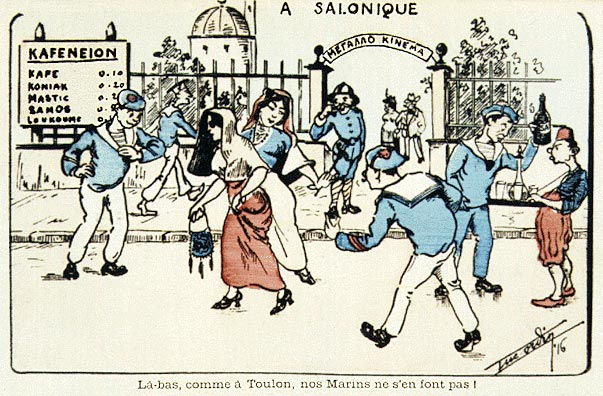
Caricature sur les soldats Français à Thessalonique

À la fin du mois de janvier 1916, 125 000 soldats français et 100 000 britanniques ont déjà débarqué. Dans le port de la ville sont déchargés tous les biens nécessaires au nouveau front. C'est là que les intendances militaires installent les hôpitaux, les camps arrières et les aérodromes militaires. La ville se transforme en une place forte, se parant de fortifications et de tranchées. La région autour de la ville devient un grand camp militaire entouré de tranchées. Fin mai, un total de 400 000 hommes, soldats français, britanniques et serbes sont présents dans la ville, soumise à l'état de siège et d'où les autorités officielles grecques ont été expulsées sur ordre du général Sarrail. Un contingent italien rejoint la ville un peu plus tard. Les troupes sont condamnées à l'inaction, jusqu'à l'abdication forcée de Constantin Ier en juin 1917, les alliés ne désirant pas mécontenter davantage la Grèce. Cependant, en avril 1916, le roi, germanophile, penchant du côté de la Triplice, autorise les Bulgares, pourtant « ennemis héréditaires » de la Grèce à avancer en Thrace et à y occuper un certain nombre de places fortes pour menacer les alliés et les empêcher de porter secours à la Roumanie qui vient d'attaquer à son tour la Bulgarie. Quelques milliers de soldats grecs, obligés d'évacuer sur l'ordre de leur souverain, se replient à leur tour sur Thessalonique.

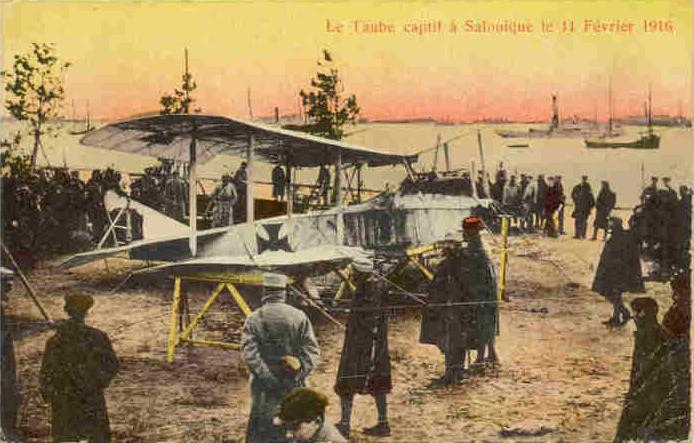
En 1916, un avion allemand, capturé par les Alliés est exposé près de la Tour Blanche.

La présence des Alliés accentue un peu plus encore le côté cosmopolite de Thessalonique. Aux côtés des soldats français, britanniques ou italiens, il faut noter la forte présence de soldats venus d'Afrique, des Indes ou d'Asie. Quand Madelon... et It's a Long Way to Tipperary chantés par les soldats deviennent des airs à la mode dans la ville.
Le 28 juin 1916, la Roumanie entre en guerre. Les alliés attaquent à leur tour les forces germano-bulgares depuis Thessalonique : les troupes serbes sur la rive droite du Vardar et les troupes franco-britanniques sur l'autre rive. Un front de 250 km de long se met alors en place. Cet épisode entraîne d'importantes transformations politiques en Grèce.

## Annexes

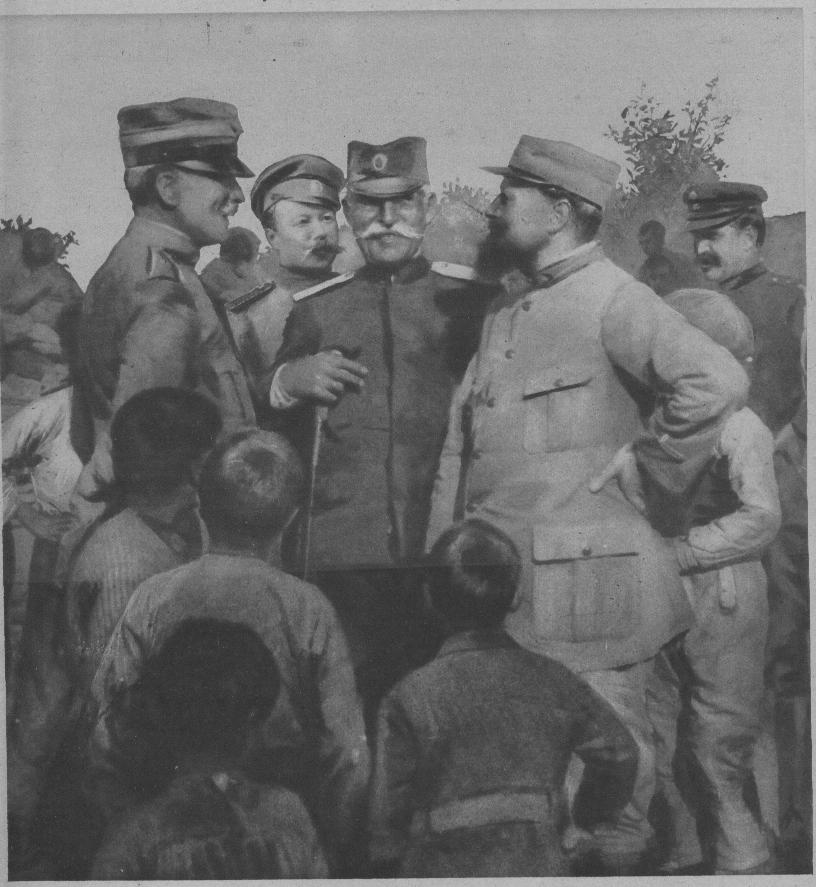
Un Capitaine italien, un lieutenant russe, un colonel serbe, un lieutenant français et un gendarme grec.
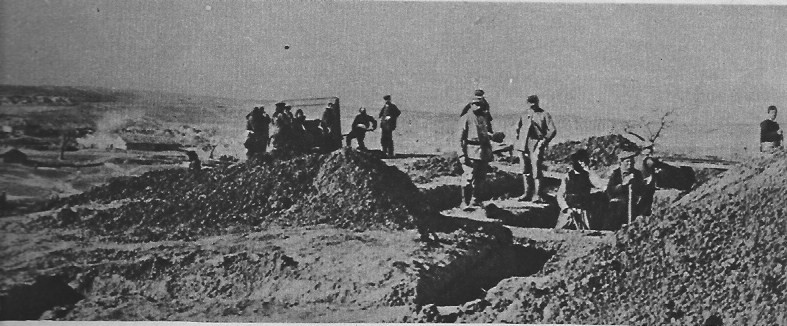
travaux de fortification par la troupe française(1916).
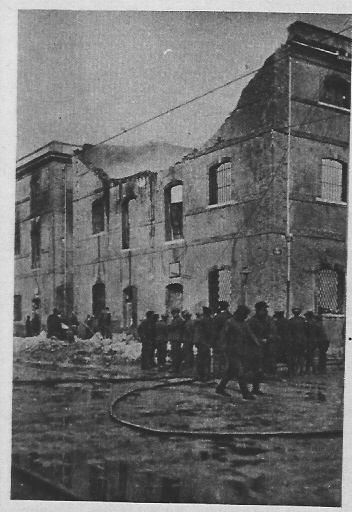
Incendie à Salonique (1916).
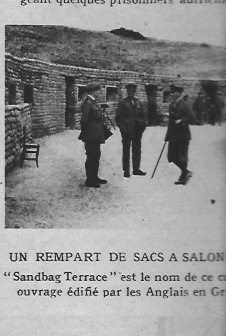
Rempart de sacs édifié par les Anglais pour défendre Salonique (1916).
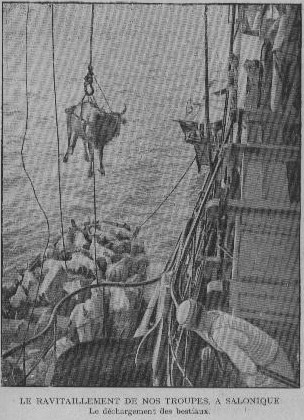
ravitaillement de Salonique (fin 1916).
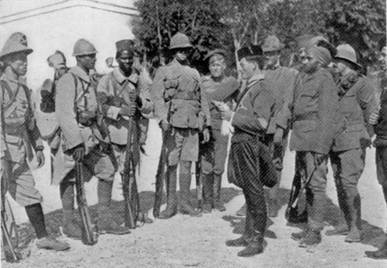
Troupes françaises (indochinois, sénégalais), GB (indien, anglais), russes, italiennes, grecques et serbes.
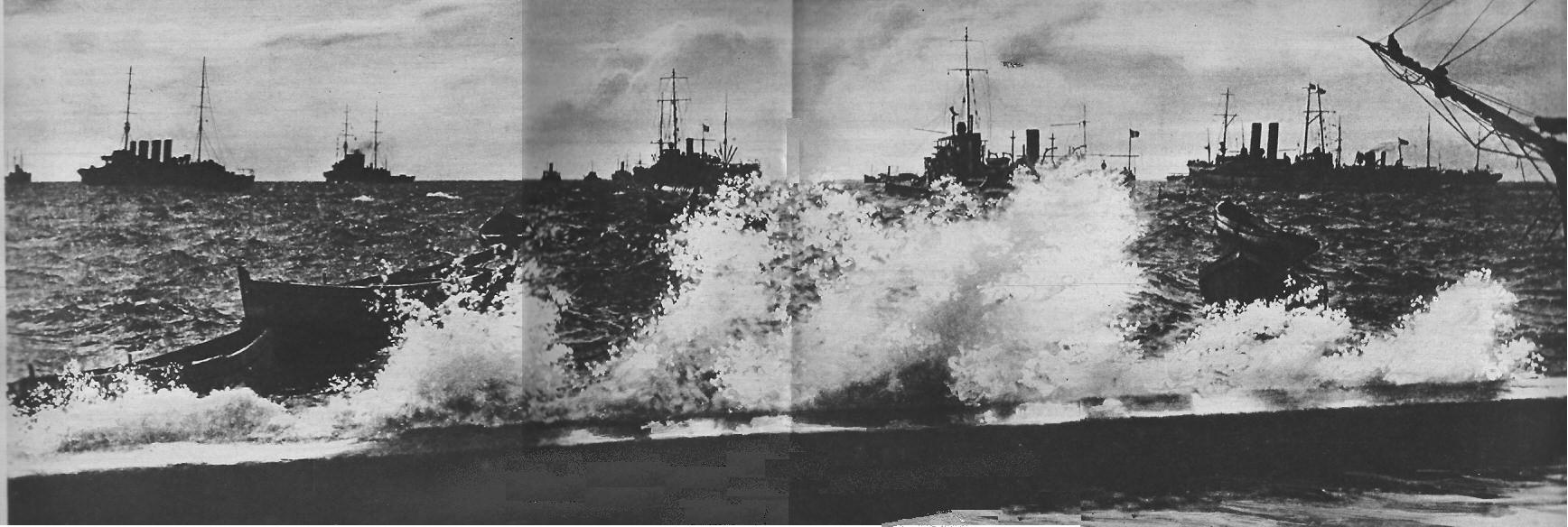
Flotte alliée dans le port.